# Histura limosa
Histura limosa es una especie de polilla de la familia Tortricidae. Se encuentra en Colombia. Su holotipo es BMNH.